# Inez Tuschnerová
Inez Tuschnerová (6. května 1932 Brno – 25. listopadu 2015 Brno) byla česká textilní výtvarnice, kostýmní návrhářka a akademická malířka.

## Život
V letech 1949–1953 studovala na Vyšší škole uměleckého průmyslu v Brně. Poté v letech 1953–1958 studovala na Vysoké škole uměleckoprůmyslové v Praze u prof. Aloise Fišárka a Hedviky Vlkové. Studovala také u Oskara Kokoschky na Mezinárodní umělecké akademii v Salcburku. V letech 1961–1967 působila jako pedagog na Střední průmyslové škole textilní v Brně. S brněnským Národním divadlem spolupracovala v letech 1965–1974 a 1987–1994. Vytvořila kostýmy i pro Národní divadlo v Ostravě.
Později působila na Divadelní fakultě Janáčkovy akademie múzických umění v Brně, kde vyučovala budoucí scenografy. Je autorkou mnoha divadelních i televizních kostýmů. Věnovala se také tapisériím a dalším textilním formám, často spolupracovala s architekty.

### Ocenění
- 1982 Vyznamenání Za vynikající práci
- 2002 Cena města Brna[4]
- 2012 cena DIVA za celoživotní mistrovství v oboru kostýmní výtvarnice

## Dílo

### Zastoupení ve sbírkách
- Galerie Hurschler, Pasadena
- Horácká galerie v Novém Městě na Moravě
- Ministerstvo kultury České republiky
- Moravské zemské muzeum, Brno
- Muzeum města Brna
- Národní galerie v Praze, Sbírka Jiřího Valocha, Praha
- Uměleckoprůmyslové museum v Praze
- soukromé sbírky doma a v zahraničí

### Kostýmy k inscenacím vNárodním divadle Brno(výběr)[5]
- 1953, Hejtman Šarovec
- 1954, Puškin
- 1955, Zkrocení zlé ženy
- 1957, Lež má dlouhé nohy
- 1960, Pohádka o Honzovi
- 1963, Hoffmannovy povídky
- 1963, Hamlet
- 1963, Pán z Prasečkova
- 1964, Don Juan
- 1965, Pronásledování a zavraždění Jeana-Paula Marata
- 1966, Androkles a lev
- 1966, Peer Gynt
- 1967, Jak se vám líbí
- 1967, Zkrocení zlé ženy
- 1968, Léto
- 1969, Dvě uši, dvě svatby
- 1969, Glagolská mše
- 1969, Jana z Arcu na hranici
- 1969, Král Lear
- 1974, Pimpinone
- 1974, Pulcheria
- 1986, Ipermestra
- 1987, Osud
- 1989, Život prostopášníka
- 1991, Netopýr
- 1991, Žebravý student
- 1992, La rappresentazione di anima e di corpo aneb Představení o duši a těle
- 1993, Hubička

### Kostýmy pro film a televizi[6][7]
- 1986, Starorůžová historie
- 1972, Strýčkův sen
- 1972, Tím hůř, když padnou
- 1971, Pařížská komuna
- 1969, Čepice pro kašpárka
- 1969, Kníže Kníže
- 1968, Moudrý Engelbert
- 1968, Pozvání spravedlivých
- 1967, Okénko od pí Olgy Scheinpflugové
- 1966, Sjezd abiturientů
- 1965, Čtvrtý obratel

### Katalogy
- Inez Tuschnerová: Tapiserie / Textilní objekty, 1972, Čubrda Z, kat. 20 s., ČFVU, Brno
- Inez Tuschnerová: Tapisérie, 1982, Valoch J, kat. 16 s., Svaz českých výtvarných umělců, Praha